# Mark Burton (Fußballspieler, 1973)
Mark Anthony Burton (* 7. Mai 1973 in Penistone) ist ein ehemaliger englischer Fußballspieler und -trainer.

## Karriere
Burton kam 16-jährig im Rahmen eines Youth Training Scheme zu seinem lokalen Profiklub FC Barnsley und stieg dort 1991 zum Profi auf. Trainer Mel Machin zählte Burton zu Beginn der Saison 1992/93 neben David Watson, Troy Bennett, Andy Liddell und Chris Jackson zu einer Reihe hoffnungsvoller Talente, mit denen er in der ersten Mannschaft plante. Der Mittelfeldspieler, der eine hohe Arbeitsrate und Zweikampfstärke besaß, kam in der Frühphase der Saison 1992/93 zu sieben Pflichtspieleinsätzen in der Startaufstellung. Neben fünf Auftritten in der zweitklassigen First Division absolvierte er auch zwei Partien im Anglo-Italian Cup, ein Sieg gelang dabei nur bei seinem Pflichtspieldebüt, einem 3:1-Ligaerfolg bei Notts County. In einem Spiel gegen Bristol City trug er nach einem frühen Platzverweis gegen Barnsleys Mannschaftskapitän Gerry Taggart für eine Stunde die Kapitänsbinde. 1993 soll er zeitweise noch auf Leihbasis beim norwegischen Klub Moss FK verbracht haben, bevor er seine Laufbahn bereits 1993 verletzungsbedingt beenden musste.
In der Folge begann er auf Teilzeitbasis als Trainer bei Barnsley, 2005 wurde er vom Klub in Vollzeit angestellt. Zur Saison 2008/09 übte er die Position des Co-Trainers der Akademiemannschaft aus. In der Folge übernahm er die Leitung des Trainerteams der Nachwuchsakademie (Head of Academy Coaching) von Barnsley, einen Posten, den er bis zu seinem Abgang im September 2017 ausübte. Unter seiner Leitung durchliefen Spieler wie John Stones, Mason Holgate, James Bree und Jacob Butterfield den Nachwuchsbereich des FC Barnsley. Im Februar 2015 übernahm er nach der Entlassung von Danny Wilson, Cheftrainer des Profiteams, kurzzeitig gemeinsam mit Paul Heckingbottom interimistisch die sich im Abstiegskampf der dritten Liga befindliche Profimannschaft. Nach einer 1:5-Niederlage gegen Crawley Town, weniger als 48 Stunden nach der Übernahme des Teams, folgten Erfolge gegen Crewe Alexandra (2:0) und Scunthorpe United (1:0). Burton äußerte seine Ambition, dauerhaft den Cheftrainerposten zu bekleiden, die Vereinsverantwortlichen verpflichteten allerdings Lee Johnson.
Nach seinem Abgang aus Barnsley wurde Burton im Oktober 2017 als Head of Academy Coaching beim nahegelegenen Konkurrenten Rotherham United vorgestellt, seine dortige Zugehörigkeit endete bereits spätestens im folgenden Sommer.